# Куряж (станція)
Куряж — проміжна залізнична станція Харківської дирекції залізничних перевезень Південної залізниці. Розташована на двоколійній електрифікованій лінії Шпаківка — Основа між станціями Шпаківка та Залютине у селі Надточії Харківського району Харківської області.

## Історія
У 1908 році розпочалися роботи з проектування та будівництва Північно-Донецької залізниці (напрямок Льгов — Харків — Красний Лиман). В 1909 році затвердили трасу напряму Льгов - Харків, і в 1910 році розпочалося будівництво залізниці в цьому напрямі.
До початку ХХ століття дана місцевість тяжіла до станції Рижів Харково-Миколаївська залізниця|Харково-Миколаївської залізниці. Будівництво Північно-Донецької залізниці призвело до масових спекуляцій землею тут: в 1909 році усі землі навколо Куряжського монастиря були розпродані.
У 1911 році була побудована станція Куряж. Назву станція отримала від назви річки Куряж, притоки річки Уди. Річку Північно-Донецька залізниця перетнула в районі монастиря і села Подвірки, в минулому – хутору Куряж або Підмонастирські Подвірки. У 8 верстах на північ від станції знаходилося село Куряж. Регулярний рух поїздів на ділянці Готня — Основа — Красний Лиман — Родакове приватної Північно-Донецької залізницї було відкрито восени 1911 року. До 30-х років ХХ століття тут зупинялися усі поїзди пасажирського сполучення. З 1922 року по станції зупиняються приміські поїзди Харків – Золочів.

## Пасажирське сполучення
На станції Куряж зупиняються тільки приміські поїзди у напрямках Харкова та Золочева. Приміські поїзди прибувають до Харкова на станції Харків-Пасажирський, Харків-Левада та Харків-Слобідський.